# Carelis ochrivirga
Carelis ochrivirga är en fjärilsart som beskrevs av Louis Beethoven Prout 1927. Carelis ochrivirga ingår i släktet Carelis och familjen nattflyn. Inga underarter finns listade i Catalogue of Life.